# Bríd Mahon
Bríd Mahon (en irlandés: Bríd Ní Mhathúna, 14 de julio de 1918 – 20 de febrero de 2008) fue una folclorista y escritora irlandesa, centrada en la gastronomía y vestimenta tradicionales de Irlanda. Comenzó su carrera siendo niña, escribiendo un guion radiofónico sobre la historia y la música del Condado de Cork para Radio Éireann. Contratada como mecanógrafa para la Comisión de Folclore de Irlanda, permaneció allí hasta su disolución en 1970, desarrollando al mismo tiempo una segunda carrera como periodista, trabajando como crítica teatral y redactora de la sección femenina en The Sunday Press. Su obra juvenil más vendida, The Search for the Tinker Chief, fue adquirida por Disney. Aunque se le desaconsejó publicar información recopilada sobre el folclore irlandés, llevó a cabo investigaciones y publicó obras de no ficción sobre la indumentaria y la gastronomía de Irlanda, trabajando más adelante como folclorista y profesora en la University College Dublin, y luego enseñando en la Universidad de California.

## Primeros años y familia
Bríd Mahon nació el 14 de julio de 1918. Durante su educación primaria en Dublín, comenzó a escribir y envió un guion radiofónico a Radio Éireann sobre la historia y la música de Cork. Posteriormente, presentó más de 500 guiones radiofónicos a Radio Éireann y también escribió para la BBC.
Su hermana, Brenda Maguire, fue autora, periodista y profesora, y escribió la columna de consejos para el otro gran periódico dominical irlandés, el The Sunday Independent.

## Carrera
El 9 de octubre de 1939, Mahon fue contratada como estenógrafa y mecanógrafa temporal para la Comisión de Folclore de Irlanda. Debido a que la Comisión operaba bajo una norma que impedía contratar mujeres casadas, ninguna de las recolectoras de campo a tiempo completo eran mujeres, y sus oportunidades se limitaban a tareas administrativas. En 1947, asumió la contabilidad y gran parte del trabajo de oficina que antes realizaba Máire MacNeill, quien deseaba dedicar más tiempo a la catalogación. Dos años después, cuando MacNeill dejó su puesto en la Comisión para casarse, Mahon fue nombrada como su reemplazo como jefa de oficina. Aunque la Comisión restringía las actividades editoriales privadas del personal y desaconsejaba su participación en los medios de comunicación, Mahon llevó a cabo su propia investigación en los archivos y publicó artículos y libros sobre la vestimenta y la alimentación tradicionales de Irlanda.
Durante la década de 1950, además de su trabajo diario, Mahon trabajó como crítica teatral. A lo largo de los años 60, fue la editora de la sección femenina de The Sunday Press. A través de su trabajo en la Comisión y en el periódico, entabló amistad con J. R. R. Tolkien durante algunas de sus visitas a Dublín, y fue ella quien le introdujo al fish and chips con vinagre. Entrevistó a The Beatles cuando tocaron su único concierto en Dublín en el cine Adelphi, en Middle Abbey Street, en 1963. En un viaje a California en 1968, se encontró y conversó con Robert F. Kennedy en el aeropuerto de Los Ángeles mientras él llegaba para dirigirse a sus seguidores, y ella regresaba a Irlanda. Cuando su vuelo desde EE. UU. se acercaba a Dublín, el piloto anunció que Kennedy había sido asesinado. Mahon fue llevada rápidamente a las oficinas del periódico y escribió la noticia de portada para la edición del día siguiente.
El personal de la Comisión no fue considerado parte del Servicio Civil de la República de Irlanda hasta una resolución gubernamental en 1959. Mahon fue designada como negociadora en representación del personal de la Comisión ante los Departamentos de Educación y Finanzas para resolver sus quejas sobre salarios y pensiones. Las negociaciones para convertir al personal en funcionarios no se concluyeron hasta 1965, y las relacionadas con las pensiones se extendieron durante toda la década. Mahon trabajó como jefa de oficina, aunque desde 1966 su título oficial fue "Secretaria y Encargada de Publicaciones", hasta la disolución de la Comisión en 1970.
En 1971, fue nombrada profesora investigadora principal en el Departamento de Folclore de la University College Dublin. Posteriormente, Mahon enseñó en la Universidad de California, tanto en los campus de Berkeley como de Los Ángeles.
Los estudios de Mahon sobre gastronomía analizaban no solo la historia de los alimentos en Irlanda, sino también las supersticiones relacionadas con festividades y comidas. La autora Kate Cone describió el libro de Mahon de 1991, Land of Milk and Honey: The Story of Traditional Irish Food and Drink, como "el libro seminal sobre la historia de la alimentación irlandesa", y Rhona Richman Kenneally, exdirectora del Departamento de Diseño y Artes Computacionales de la Universidad Concordia, la calificó como una de las pioneras en el estudio de la comida irlandesa. El libro ofrece una visión detallada sobre lo rica y variada que era la dieta del pueblo irlandés en el siglo XVII, antes de que la industrialización y las reformas agrarias condujeran a la Gran Hambruna en Irlanda.
En 1998, Mahon escribió sus memorias, incluyendo numerosas anécdotas sobre el trabajo en la Comisión. Una de ellas involucraba a Walt Disney. En 1946, Disney se puso en contacto con la Comisión en busca de ideas para una historia sobre leprechauns. Aunque Séamus Ó Duilearga, director de la Comisión, trató de interesarlo en figuras heroicas del folclore, no tuvo éxito. En 1959, se estrenó en Dublín Darby O'Gill and the Little People, y los miembros de la Comisión que habían colaborado en la recopilación de información para la película, incluida Mahon, recibieron entradas para asistir al estreno. Más adelante, cuando su libro The Search for the Tinker Chief (Darrell Figgis, 1968) se convirtió en un éxito de ventas en literatura juvenil, fue adquirido por Disney.

## Muerte y legado
Mahon falleció en el Hospital de Leopardstown Park en Dublín el 20 de febrero de 2008 y fue enterrada al día siguiente en el Cementerio y Crematorio de Mount Jerome.

## Obras seleccionadas

### Ficción
- Mahon, Bríd. Loo the Leprachaun and Báinín, the Cat, and Other Stories. Dublín: M.H. Gill & Son, 1947.
- Mahon, Bríd. The Search for the Tinker Chief. Dublín: Allen Figgis, 1968.
- Mahon, Bríd. The Wonders Tales of Ireland. Tallaght: Folens, 1975.
- Mahon, Bríd. A Time to Love. Swords, Dublín: Poolbeg Press Ltd., 1992. ISBN 978-1-85371-221-0.
- Mahon, Bríd. Devorgilla. Swords, Dublín: Poolbeg Press Ltd., 1994. ISBN 978-1-85371-352-1.

### No ficción
- Mahon, Bríd. Irish Food. Tallaght: Folens, 1976.
- Mahon, Bríd. Irish Dress. Tallaght: Folens, 1976.
- Mahon, Bríd. My Favourite Stories of Ireland. Guildford: The Lutterworth Press, 1977.
- Mahon, Bríd. Irish Folklore. Tallaght: Folens, 1981.
- Mahon, Bríd. Land of Milk and Honey: The Story of Traditional Irish Food and Drink. Swords, Dublín: Poolbeg Press Ltd., 1991.
- Mahon, Bríd. While Green Grass Grows: Memoirs of a Folklorist. Cork: Mercier Press, 1998.
- Mahon, Bríd. Rich & Rare: The Story of Irish Dress. Cork: Mercier Press, 2000.